# Tourlaville
Tourlaville település Franciaországban, Manche megyében. Lakosainak száma 16 040 fő (2018. január 1.). Tourlaville Digosville, Cherbourg-en-Cotentin és La Glacerie községekkel határos.

## Népesség
A település népessége az elmúlt években az alábbi módon változott:
| Lakosok száma | 11 569 | 12 062 | 15 590 | 17 516 | 17 551 | 16 317 | 15 836 | 15 902 | 15 904 | 16 040 |
|               | 1962   | 1968   | 1982   | 1990   | 1999   | 2008   | 2011   | 2013   | 2017   | 2018   |